# David Forbes
David Forbes, född 6 september 1828 i Douglas, Isle of Man, död 5 december 1876 i London, var en brittisk geolog, metallurg och kemist, bror till Edward Forbes.
Forbes vistades en tid i Norge såsom föreståndare för Espedalens nickelverk, varvid han även sysselsatte sig med geologiska iakttagelser, samt gjorde sedermera resor i Chile, Peru och Bolivia. Till Iron and Steel Institute, där han 1872-76 var sekreterare, avgav han rapporter rörande världens järn- och stålproduktion. Han författade skrifter vilka utgavs dels på norska, dels på engelska. 
- On the Relations of the Silurian and Metamorphic Rocks of the South of Norway (1855)
- On the Causes Producing Foliation of Rocks etc. in Norway and Scotland (1855)
- The Chemical Composition of the Silurian and Cambrian Limestone, The Action of Sulphurets on Metallic Silicates at High Temperatures (1855)
- On the Geology of Bolivia and Southern Perú (1861)
- On the Aymara Indians of Bolivia and Perú, jämte en grammatik över aymaraspråket.